# Roger Roca Dalmau
Roger Roca Dalmau (Igualada, 6 de maig de 1978) és un atleta, especialista en duatló i carreres de fons. Té un palmarès excepcional a nivell estatal i europeu en les dues modalitats, esdevenint Campió d'Espanya Absolut de Marató i Subcampió d'Europa de Duatló. També ha estat entrenador d'atletes i responsable de fons del
C.A. Igualada.
Va començar a córrer molt jove, al col·legi, i a poc a poc va començar a guanyar carreres. Entre els 16 i 18 anys va començar a anar a Campionats d'Espanya i a intentar esdevenir professional. Ho va aconseguir, i continua competint en curses de fons i també en el duatló. L'any 2004 fou el guanyador de la Cursa d'El Corte Inglés de Barcelona.
El gener de 2005 Federació Espanyola d'Atletisme atorgà a Roger Roca el premi "Entrenador Revelació de l'any 2004" pel seu treball amb Víctor Montaner, millor júnior estatal de la temporada 2004. Els anys 2008 i 2009 Roger Roca fou el primer corredor europeu en la classificació absoluta de la Marató de Barcelona, i amb el tercer lloc assolit l'any 2008, fou el primer corredor estatal que pujà al podi de la prova, després de la victòria del madrileny Alberto Juzdado a l'edició de 2003.

## Millors resultats
- 2022 - Campió Mitja Marató Espirall-Vilafranca[5]
- 2012 - Campió de la Cursa de la Mercè de Barcelona[6]
- 2012 - Campió Iberoamericà de duatló
- 2011 - Campió de Món de duatló
- 2010 – Subcampió d'Espanya de Duatló[7]
- 2009 - 5è al Marató de Barcelona[8]
- 2008 - 3r al Marató de Barcelona[3]
- 2008 - 6è classificat en el Campionat d'Europa de Duatló[9]
- 2005 - Campió d'Espanya de Marató
- 2004 - Campió de la Cursa El Corte Inglés de Barcelona[10]
- 2004 - Campió de la Cursa de la Mercè de Barcelona[6]
- 2003 - Campió Mitja Marató Espirall-Vilafranca[11]